# Fombellida
Fombellida és un municipi de la província de Valladolid a la comunitat autònoma espanyola de Castella i Lleó. Està situat entre Torre de Esgueva i Canillas de Esgueva.

## Demografia
| 1991 | 1996 | 2001 | 2004 |
| ---- | ---- | ---- | ---- |
| 328  | 301  | 244  | 244  |